# Apalis karamojae
Apális-de-karamoja ou apális-das-acácias (Apalis karamojae) é uma espécie de ave da família Cisticolidae.
Pode ser encontrada nos seguintes países: Tanzânia e Uganda.
Os seus habitats naturais são: matagal húmido tropical ou subtropical.
Está ameaçada por perda de habitat.